# Rudisociaria
Rudisociaria là một chi bướm đêm thuộc phân họ Tortricinae của họ Tortricidae.

## Các loài
- Rudisociaria expeditana (Snellen, 1883)
- Rudisociaria velutinum (Walsingham, 1900)